# Mascherata (film 1941)
Mascherata (Маскарад, Maskarad) è un film del 1941 diretto da Sergej Apollinarievič Gerasimov, tratto dal dramma Un ballo in maschera di Michail Jur'evič Lermontov. L'uscita del film è stata programmata per il centenario della morte di Lermontov.

## Trama
Un signore, in disparte, sta osservando il consumato uomo di mondo di mezz'età, cinico e nichilista, Evgenij Aleksandrovič Arbenin, durante una serata al casinò, al termine della quale Arbenin si reca, in compagnia di un suo giovane amico, il principe Zvezdič, ad un ballo mascherato. Qui Zvezdič viene ammaliato da una donna, che si rifiuta di togliersi la maschera  - fra sé e sé pensa infatti che sia disdicevole che una dama del suo rango sia riconosciuta mentre partecipa ad un evento considerato troppo popolare – ma vuole lasciare al principe un feticcio che gli ricordi di lei. Riluttante a lasciargli qualcosa di suo, si imbatte in un braccialetto, raccolto da terra, che qualche signora aveva evidentemente perduto, e glielo consegna. Al termine del ballo, Zvezdič racconta ad Arbenin – che intanto era stato minacciato da un uomo mascherato, di cui non si conosceva l'identità - la sua avventura e gli mostra il pegno d'amore. Arbenin, nell'osservarlo, appare sulle prime sorpreso, ma poi lascia correre.
Evgenij Aleksandrovič Arbenin torna a casa piuttosto tardi, e la sua giovane moglie Nina Pavlovna – all'amore della quale egli doveva il suo risollevarsi dalla depressione che lo andava cogliendo - rincasa anche dopo di lui. Arbenin nota che sul polso di Nina manca un braccialetto (uguale a quello che gli aveva mostrato l'amico), che faceva pendant con quello che ancora portava all'altro polso. Nina afferma di averlo perso da qualche parte. I fumi della gelosia lo assalgono, mentre Nina non si capacita del grande scalpore che la perdita di un oggetto in fondo non così importante aveva suscitato nel marito.
Il giorno dopo Nina fa visita ad una nobildonna sua amica. Fa la sua comparsa il principe Zvezdič, che nota al polso di Nina il braccialetto compagno di quello che ha ricevuto dalla donna mascherata, e si convince che la femme fatale del ballo sia stata proprio lei (e, innamorato, comincia a farle delle avances, ricevute peraltro con incredulità e sdegno). Quando Zvezdič e Nina escono, la nobildonna realizza di aver colto da terra proprio il braccialetto perso da Nina, e – in un'intima riflessione con sé stessa - riconosce di amare il principe: era dunque lei la dama mascherata.
In un successivo incontro attorno al tavolo da gioco, Arbenin accusa Zvezdič di aver barato, e coglie l'occasione (provocata a bella posta) per sfogare la sua rabbia su colui che crede essere il suo rivale, il corruttore della moglie, e gli affibbia un paio di schiaffi. Zvezdič non capisce il motivo di tanto immotivato accanimento, ma non può far altro che sfidare Arbenin a duello. Arbenin, strafottente, si rifiuta di battersi con lui.
Serata danzante nella lussosa dimora della nobildonna amica di Nina. Zvezdič, umiliato e offeso, rende a Nina – che non si rende ben conto di cosa stia succedendo - il braccialetto, dicendole che suo marito è una persona abietta, e dichiarando di volersi trasferire nel Caucaso per lasciarsi alle spalle l'infelice esperienza. Arbenin, dal canto suo, si sente paranoicamente accerchiato da persone che sarebbero a conoscenza dell'infedeltà della moglie. Egli versa nel gelato di lei un veleno, che ha tratto da un suo anello a doppio fondo. Nina gli rende la coppa, e Arbenin la fa cadere per terra. Lo stesso uomo sconosciuto che l'aveva osservato nel casinò, e che lo aveva minacciato alla festa danzante, raccoglie i cocci. Giunti a casa, Nina muore. Nel vedere il suo angelico volto trasudante innocenza, ad Arbenin cominciano a sorgere dei dubbi: aveva probabilmente ucciso, innocente, l'unica persona che lo aveva amato.
La sera susseguente il funerale, Arbenin, tornato a casa, si vede comparire di fronte lo sconosciuto. Costui racconta di essere stato un suo vecchio conoscente, che egli aveva in passato ingannato, truffato e ridicolizzato. Vedendo la successiva felicità che aveva pervaso Arbenin dopo aver sposato Nina, lo sconosciuto aveva giurato a sé stesso di vendicarsi, e lo aveva seguito, in incognito, attendendo il momento adatto per mettere in atto la sua vendetta. Ora che Nina, l'innocente amore della sua vita, era morta, per di più assassinata da Arbenin stesso, la sua vendetta era compiuta.
Non così si poteva dire del principe Zvezdič, comparso anch'egli quella sera a sorpresa in casa di Arbenin: dopo aver perduto Nina, divenuta il vero oggetto del suo amore a dispetto della nobildonna mascherata, che si apprende essere tale baronessa Stral' (che in una lettera al principe – che egli mostra ad Arbenin, rendendolo in tal modo convinto del proprio fatale errore - svela l'intera storia del braccialetto), Zvezdič appare essere giunto troppo tardi per vendicarsi. I due seguono Arbenin, che chiude dietro di sé, man mano che si ritira, una teoria di porte lungo un interminabile corridoio del suo palazzo.

## Distribuzione
Il film è uscito nelle sale cinematografiche sovietiche il 16 settembre 1941. In Italia Mascherata ha debuttato nel 1946.